# ウィリアム・ヴァンクール
ウィリアム・ヴァンクール（William Jacques Vainqueur，1988年11月19日 - ）は、フランス・ヌイイ＝シュル＝マルヌ出身の元サッカー選手。現役時代のポジションはミッドフィールダー。

## 経歴

### クラブ
FCナントのユース出身で、2007年2月18日にリーグ・アンのマルセイユ戦でプローデビューした。
2011年にジュピラー・プロ・リーグのスタンダール・リエージュに移籍した。
2014年にロシアサッカー・プレミアリーグのディナモ・モスクワに移籍した。
2015年8月31日にセリエAのASローマに移籍した。
2016年8月31日にリーグ・アンのマルセイユに1年間のレンタルで移籍した。
2017年9月4日にスュペル・リグのアンタルヤスポルに移籍した。契約期間は3年。
2019年1月12日、ASモナコにシーズン終了までのレンタル移籍。
2019年6月25日、トゥールーズFCにシーズン終了までのレンタル移籍。

### 代表
U-19、U-21のフランス代表でプレーした経験がある。

## 所属クラブ
- FCナント 2006-2011
- スタンダール・リエージュ 2011-2014
- FCディナモ・モスクワ 2014-2015
- ASローマ 2015-2017

→ オリンピック・マルセイユ 2016-2017
- アンタルヤスポル 2017-2020

→ ASモナコ 2019
→ トゥールーズFC 2019-2020